# Чапаево (Сахалинская область)
Чапа́ево — село в Корсаковском городском округе Сахалинской области России.

## География
Село находится на берегу реки Комиссаровка, на расстоянии 21 км от города Корсаков, административного центра района.

## История
До 1945 года село принадлежало японскому губернаторству Карафуто и называлось Симокиминай (яп. 下喜美内). После передачи Южного Сахалина СССР село 15 октября 1947 года получило название в честь В. И. Чапаева, героя Гражданской войны.

## Население
| 2002 | 2010 | 2013 | 2021 |
| ---- | ---- | ---- | ---- |
| 699  | ↗813 | ↘794 | ↘710 |

### Половой состав
Согласно результатам переписи 2002 года, в селе проживало 699 человек (344 мужчины, 355 женщин).

### Национальный состав
Согласно результатам переписи 2002 года, в национальной структуре населения русские составляли 94 % из 699 чел.

## Улицы
| - ул. Заречная, - ул. Корсаковская, - ул. Лесная, - ул. Таёжная, | - ул. Тамбовская, - ул. Центральная, - ул. Школьная. |